# Lentechi
Lentechi – osiedle typu miejskiego w Gruzji, w regionie Racza-Leczchumi i Dolna Swanetia. W 2014 roku liczyło 947 mieszkańców.